# محمد نعمتی
محمد نعمتی (زاده ۱۳۲۳ شیراز) خوشنویس معاصر ایرانی در خط نسخ است.
محمد نعمتی در سال ۱۳۲۳ در شیراز متولد شد. عشق او به قرآن و خوشنویسی وی را بر آن داشت تا با مشق از روی آثار خوشنویسان برجسته‌ای چون میرزا احمد نیریزی و محمد شفیع ارسنجانی کتابت نخستین قرآن را در سال ۱۳۴۶ آغاز کند. 
وی با کتابت ۱۱ قرآن، صدها تابلو خوشنویسی و صدها کتیبه و زیارتنامه بقاع متبرکه جزء پرکارترین خوشنویسان عصر حاضر است. قرآن ۳۰ صفحه‌ای (هر جزء یک صفحه)، قرآن ۳۰۰ صفحه‌ای در قطع مربع، قرآن تلفیقی خط نسخ و ثلث از آثار برجسته اوست. انجمن قرآن نگاران ایران متشکل از شاگردان برجسته وی و جمعی از تذهیب‌کاران شیراز توسط وی تأسیس گردیده‌است. وی که به اعتقاد بسیاری از بزرگان عرصه خوشنویسی احیاگر خط نسخ ایرانی در دوره معاصر به شمار می‌رود هم اکنون عضو شورای تشخیص انجمن خوشنویسان ایران است.